# Юрій Ковальов
Ю́рій Ковальо́в (нар. 15 травня 1973, Одеса) — український режисер.
Від 1995 року — телевізійний режисер. 1996 року з авторським проєктом (режисер, сценарист) став фіналістом всеукраїнського конкурсу «Золота ера». Режисер телевізійних проєктів, кліпів, реклами. Від 2005 року працює в основному як рекламний режисер. «Останній лист» — його дебютний ігровий короткометражний фільм.
Отримував призові місця на різноманітних фестивалях реклами.

## Фільмографія
Повнометражні стрічки
- 2017: «Сторожова застава»

Короткометражні стрічки
- 2010: Проєкт «Мудаки. Арабески»: «Останній лист»
- 2012: Проєкт «Україно, goodbye!»: «Пиріг»